# Ranunculus turneri
Ranunculus turneri Greene – gatunek rośliny z rodziny jaskrowatych (Ranunculaceae Juss.). Występuje naturalnie w Czukotce, na Alasce oraz na terytorium Jukonu. 

## Morfologia
PokrójBylina.
LiścieSą trójdzielne. W zarysie mają kształt od sercowatego do nerkowatego, złożone z odcinków eliptycznych i lancetowatych. Mierzą 1,5–3 cm długości oraz 2–4 cm szerokości.
KwiatyMają 5 eliptycznych działek kielicha, które dorastają do 7–9 mm długości. Mają 5 odwrotnie owalnych i żółtych płatków o długości 10–15 mm.
OwoceNagie niełupki o długości 2–3 mm. Tworzą owoc zbiorowy – wieloniełupkę o kulistym kształcie i 7–10 mm długości.

## Biologia i ekologia
Rośnie na podmokłych łąkach na terenie nizinnym. Kwitnie w sierpniu. 